# Vótkinsk
Vótkinsk (en ruso: Воткинск, en udmurto: Вотка) es una pequeña ciudad industrial de los montes Urales, en la república rusa de Udmurtia. Fue el lugar de nacimiento del músico Piotr Ilich Chaikovski (1840-1893), y donde vivieron sus hermanos Modest (también músico), Ippolit, Anatoli y Alexandra. Se encuentra a dos kilómetros de los Montes Urales. Según el censo de 2013 cuenta con una población de 98.287 habitantes.

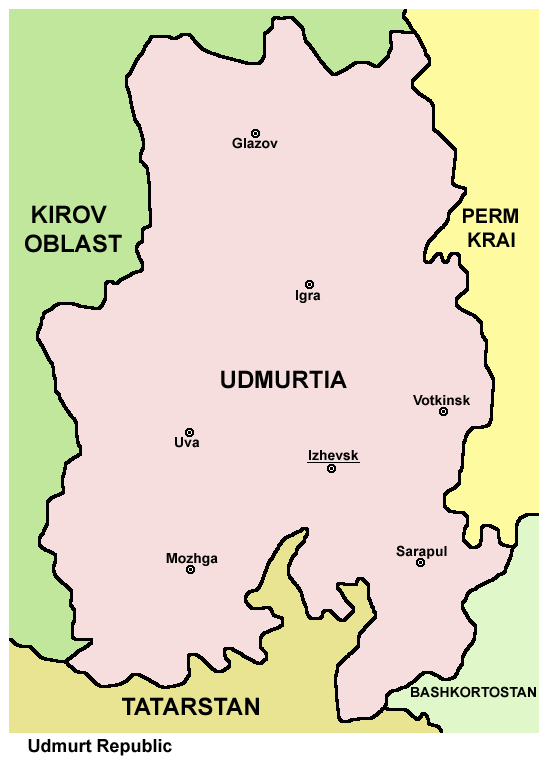
Mapa de Udmurtia en el que aparece Vótkinsk

En la ciudad se encuentra una importante fábrica de misiles balísticos intercontinentales y equipos espaciales, generalmente los diseñados por el Instituto Moscovita de Tecnología Térmica (MITT).